# Sbiancamento dei coralli

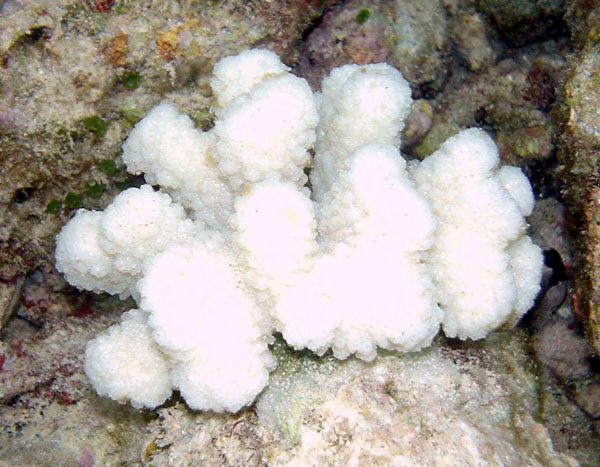
Un corallo sbiancato: se l'alga non torna entro pochi giorni, è destinato a morire.

Lo sbiancamento dei coralli è un fenomeno distruttivo che può portare alla morte le barriere coralline e i loro ecosistemi, in particolare viene a mancare la simbiosi tra i polipi del corallo e alcune alghe unicellulari fotosintetizzanti note come zooxanthellae.
Il colore caratteristico di ogni specie di corallo è dato dall'alga sotto i polipi e diventa vivido in proporzione alla concentrazione di questo microorganismo; la sua funzione principale è quella di eseguire la fotosintesi e produrre nutrimento per i polipi. Quando sussiste un aumento della temperatura (anche di solo 2 gradi Celsius), l'intera struttura entra in una sorta di "febbre" e i microorganismi non sono più in grado di produrre nutrimento, pertanto dopo pochi giorni i polipi del corallo espellono l'alga simbiotica, facendo assumere alla struttura calcarea una colorazione più pallida o lasciandola completamente bianca. In assenza dell'unica fonte di nutrimento, i polipi sono destinati a morire di fame.

## Cause

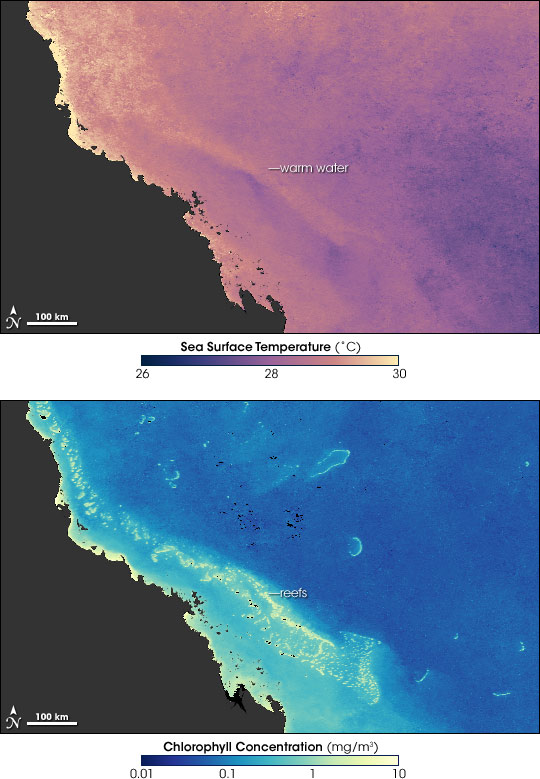
Due immagini che riconducono la temperatura dell'acqua e la concentrazione della clorofilla allo sbiancamento dei coralli. In alto, si noti che le acque più calde (toni chiari) corrispondono al fondale meno profondo, ed è in queste regioni che lo sbiancamento diventa più distruttivo. Nella foto in basso, si noti la concentrazione di clorofilla in corrispondenza della barriera stessa, indice di un'alta quantità di phytoplancton.

Infografica sulle cause e le dinamiche dello sbiancamento dei coralli

Lo sbiancamento dei coralli è un segno tangibile della reazione di questi a qualche forma di stress, soprattutto all'aumento della temperatura dell'acqua. Là dove maggiori sono stati gli effetti del riscaldamento globale è stata riscontrata una maggiore incidenza dello sbiancamento, che può peraltro avere luogo in presenza di altri fattori: irraggiamento solare (radiazione fotosinteticamente attiva o esposizione a radiazione ultravioletta), cambiamenti nella composizione chimica dell'acqua (specialmente del grado di salinità) o della sua opacità, cambiamento di correnti (che, a causa dell'accumulo di sedimenti, finiscono per deviare l'acqua calda della laguna verso la barriera), malattie del corallo, oppure uno slittamento degli strati di silt.

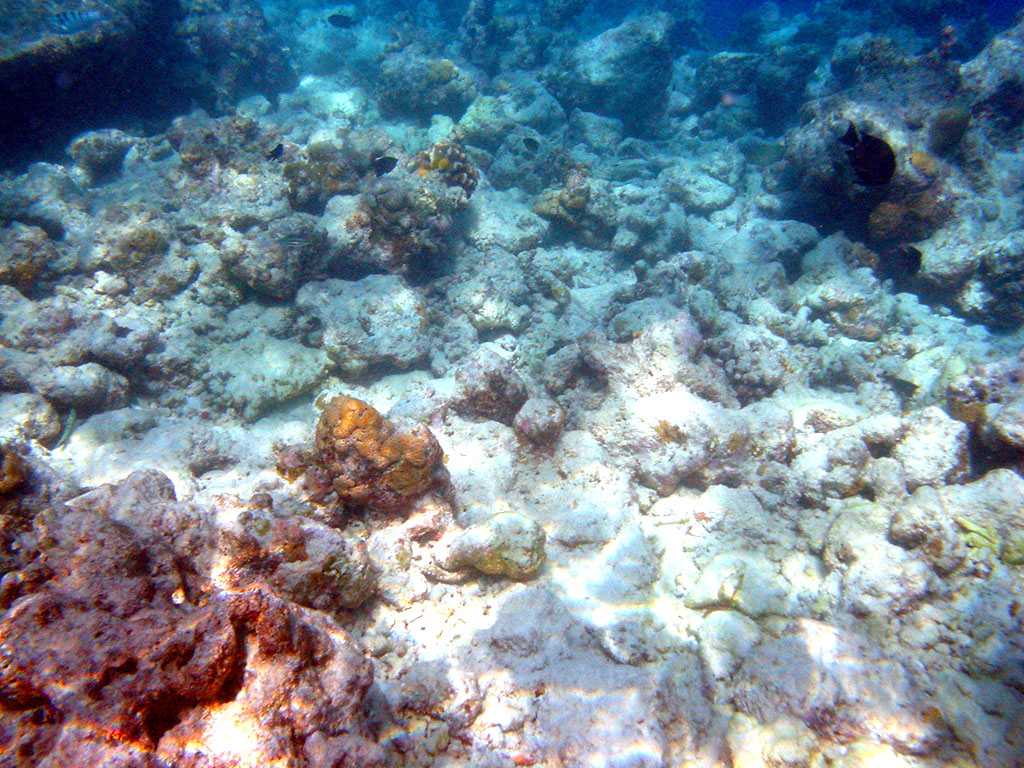
Un'area della barriera corallina dell'isola maldiviana di Moofushi, nell'Atollo di Ari, colpita duramente dallo sbiancamento verificatosi in conseguenza del Niño del 1998, in un'immagine del luglio 2006. Ancor oggi non si osserva alcun segno di recupero della copertura da parte di talune specie coralline, come quelle ramificate.

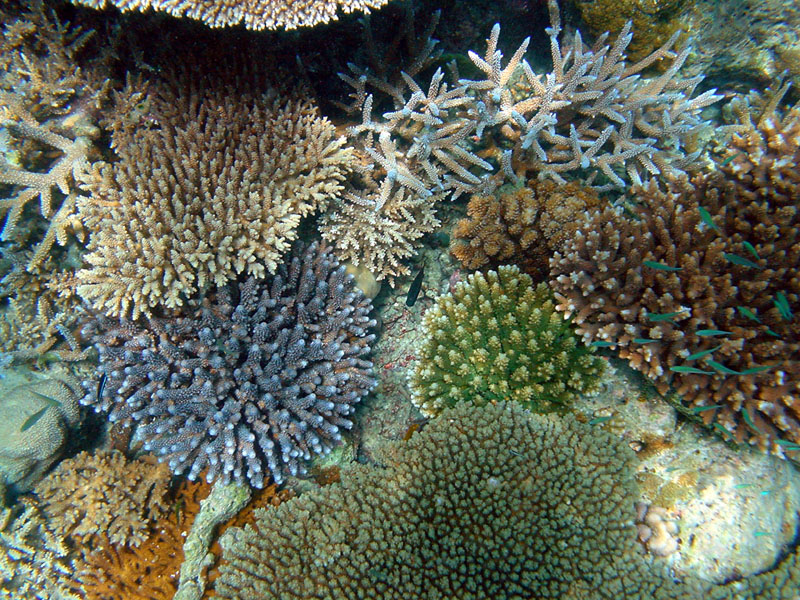
Un'area della barriera corallina di Kandholhudhoo, nello stesso atollo; anch'essa fu colpita dallo sbiancamento e distrutta quasi completamente; tuttavia in ques'isola i coralli ramificati hanno mostrato una notevole capacità di recupero e sono tornati all'originaria varietà di colori.

## Conseguenze e ipotesi
Se la temperatura torna normale dopo pochi giorni, il corallo ritorna rapidamente sano; tuttavia vi è il rischio che, una volta iniziato lo sbiancamento, il corallo continui a espellere le alghe simbiotiche anche se la temperatura torna normale; ciò avviene in particolare se lo stress dura parecchi giorni consecutivi. In questo caso, se la colonia di corallo sopravvive, possono passare settimane o mesi prima che la concentrazione dei simbionti torni a livelli normali. Il corallo morto, invece, diventa rapidamente oggetto dell'azione distruttiva della fauna ittica (in particolare dei pesci mangiatori di corallo come il pesce pappagallo) e soprattutto del mare, e si sgretola in poche settimane, andando così ad innalzare il livello di base della barriera e, alla lunga, finendo per produrre nuovo materiale per la formazione delle isole. Non sempre su una barriera morta il corallo ricresce, ma quando ciò avviene passano diversi anni prima che la concentrazione corallina torni al livello iniziale. Ad esempio, in seguito agli effetti del Niño, nel 1998 oltre il 90% del genere Acropora fu distrutto in molte aree dell'Oceano Indiano.

## Condizioni di sopravvivenza
Cambiamenti nella varietà di simbionti (altre varietà di zooxantelle, per esempio) sono estremamente rari, e generalmente implicano la presenza di specie non persistenti. L'abilità di sopravvivere a un fenomeno di sbiancamento e la possibilità di sopravvivenza variano grandemente fra le specie di corallo: alcuni coralli di grandi estensione, come il Porites lobata, possono sopravvivere a temperature molto alte e a gran parte degli effetti che esse comportano, mentre alcune varietà fragili come l'Acropora spp. sono, come si è visto nel caso dell'Oceano Indiano, molto più sensibili e non resistono allo sbiancamento. Alcune ricerche recenti hanno anche dimostrato che le specie costantemente sottoposte a piccoli stress sviluppano una certa resistenza al fenomeno.

## Nella cultura di massa
Nel franchise Pokemon, Corsola di Galar e Cursola sono ispirati ai coralli sbiancati.